# 庄内町立図書館
庄内町立図書館（しょうないちょうりつとしょかん）は、山形県東田川郡庄内町にある公共図書館である。

## 概要
1912年、当時の余目村に余目村立図書館として創立。
余目本館と狩川分館の2館体制で運営を行っている。

## 沿革
- 1912年 - 余目村立尋常高等小学校付設余目村立図書館として創立
- 1919年 - 町制施行に伴い、余目町立図書館となる。
- 1979年 - 現在の図書館に新設される。
- 2005年 - 市町村合併に伴い、庄内町立図書館となる。余目本館と狩川分館の2館体制となる。

## 施設概要
本館
- 1F
  - カウンター
  - 新着図書コーナー
  - 一般閲覧室.
  - 郷土資料コーナー
  - 子どもどくしょ室
  - ホール

など
- 2F
  - 自習室

## サービス
貸出サービスは、利用者カードをもっている人を対象に行っている。利用者カードは、居住地・年齢を問わず作成することができる。貸出点数とその日数は、図書・紙芝居・雑誌が5冊・2週間、DVD・ビデオ・CDが3冊・2週間となっている。

## 開館時間と休館日
本館・分館ともに同じ
- 開館時間
  - 4月-10月
    - 平日：午前9：00-午後7：00
    - 土日：午前9：00-午後5：00

  - 11月-3月
    - 平日：午前9：00-午後6：00
    - 土日：午前9：00-午後5：00

- 休館日
  - 月曜日
  - 祝祭日・国民の休日(土日を除く)
  - 年末年始(12月29日-1月3日)

その他、蔵書点検等で休館する場合あり。

## 所在地
- 本館
  - 山形県東田川郡庄内町余目字三人谷地59-1

- 分館
  - 山形県東田川郡庄内町狩川字大釜11-1(狩川公民館内)